# 鄒國瑋
鄒國瑋（？—？）江西安仁人，清末民初政治人物。

## 生平
鄒國瑋是清朝拔贡，曾任清朝大理院推事、资政院议员。
中华民国成立后，鄒國瑋曾在民国3年到民国4年之间的某个时期短暂出任江西新淦县知事。